# Don’t Turn Around
Don’t Turn Around ist ein Rocksong, der ursprünglich von der amerikanischen Sängerin Tina Turner im Jahre 1986 aufgenommen wurde. Geschrieben wurde das Stück von Diane Warren und Albert Hammond. 

## Hintergrund
1986 erschien Don’t Turn Around als B-Seite der Hitsingle Typical Male. Warren war enttäuscht darüber, dass Don’t Turn Around nie auf einem Turner-Album erschien.

## Aswad-Version
Die Band Aswad hörte Ingrams Version und nahm eine Coverversion auf, die im März 1988 Platz 1 der britischen Charts erreichte.

### Chartplatzierungen
| ChartsChartplatzierungen     | Höchstplatzierung | Wochen |
| ---------------------------- | ----------------- | ------ |
| Deutschland (GfK)            | 29 (9 Wo.)        | 9      |
| Schweiz (IFPI)               | 13 (7 Wo.)        | 7      |
| Vereinigtes Königreich (OCC) | 1 (13 Wo.)        | 13     |

| ChartsJahrescharts (1988)    | Platzierung |
| ---------------------------- | ----------- |
| Neuseeland (RMNZ)            | 13          |
| Vereinigtes Königreich (OCC) | 28          |

### Auszeichnungen für Musikverkäufe
| Land/Region                  | Auszeichnungen für Musikverkäufe (Land/Region, Auszeichnung, Verkäufe) | Verkäufe |
| ---------------------------- | ---------------------------------------------------------------------- | -------- |
| Vereinigtes Königreich (BPI) | Silber                                                                 | 250.000  |
| Insgesamt                    | 1× Silber ·                                                            | 250.000  |

## Ace of Base-Version
Anfang 1994 nahm die schwedische Pop-Gruppe Ace of Base ihre eigene Version des Liedes mit Reggae-Einflüssen auf. Sie wurde ein weltweiter Erfolg und die bislang erfolgreichste Version von Don’t Turn Around, erreichte 1994 Platz 4 in den Billboard Hot 100 und Platz 5 in den britischen Charts. 2017 coverte auch Milow das Lied.

### Chartplatzierungen
| ChartsChartplatzierungen       | Höchstplatzierung | Wochen |
| ------------------------------ | ----------------- | ------ |
| Deutschland (GfK)              | 6 (25 Wo.)        | 25     |
| Österreich (Ö3)                | 8 (3 Wo.)         | 3      |
| Schweden (GLF)                 | 11 (13 Wo.)       | 13     |
| Schweiz (IFPI)                 | 14 (3 Wo.)        | 3      |
| Vereinigte Staaten (Billboard) | 4 (31 Wo.)        | 31     |
| Vereinigtes Königreich (OCC)   | 5 (11 Wo.)        | 11     |

| ChartsJahrescharts (1994)      | Platzierung |
| ------------------------------ | ----------- |
| Deutschland (GfK)              | 39          |
| Vereinigte Staaten (Billboard) | 10          |

### Auszeichnungen für Musikverkäufe
| Land/Region               | Auszeichnungen für Musikverkäufe (Land/Region, Auszeichnung, Verkäufe) | Verkäufe |
| ------------------------- | ---------------------------------------------------------------------- | -------- |
| Deutschland (BVMI)        | Gold                                                                   | 250.000  |
| Neuseeland (RMNZ)         | Gold                                                                   | 5.000    |
| Vereinigte Staaten (RIAA) | Gold                                                                   | 500.000  |
| Insgesamt                 | 3× Gold ·                                                              | 755.000  |

Hauptartikel: Ace of Base/Auszeichnungen für Musikverkäufe

## Weitere Coverversionen
Bis heute coverten zahlreiche Künstler Don’t Turn Around. Kim Goody veröffentlichte 1987 eine erste Coverversion. 1988 folgte Bonnie Tyler mit einer weiteren Version auf ihrem Album Notes from America, während im selben Jahr der Soul-Sänger Luther Ingram seine Interpretation des Liedes veröffentlichte.
Loretta Chandler sang das Lied in einer Episode der Fernsehserie Fame.
1992 coverte Neil Diamond Don’t Turn Around.